# Universidad de tecnología de Mauricio
La Universidad de tecnología de Mauricio es una universidad pública en el país africano e insular de Mauricio. El campus principal se encuentra en La Tour Koenig, Pointe aux Sables en el distrito de Port Louis. Fue fundada a raíz de la aprobación del Gobierno de Mauricio de la creación de la Universidad de Tecnología de Mauricio en enero de 2000 y la proclamación de la ley de la Universidad de Tecnología, Mauricio del 21 de junio de 2000. La UTM es la última de las dos universidades existentes en Mauricio.